# Gletsch
Gletsch (toponimo tedesco) è una frazione del comune svizzero di Obergoms, nel Canton Vallese (distretto di Goms).

## Storia
È stata frazione del comune di Oberwald fino al 2009, quando questo è stato accorpato agli altri comuni soppressi di Obergesteln e Ulrichen per formare il nuovo comune di Obergoms.

## Infrastrutture e trasporti

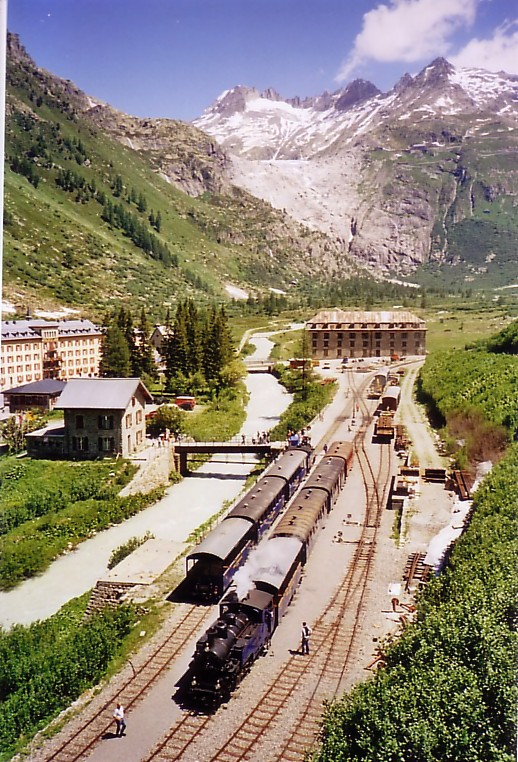
La stazione di Gletsch

Gletsch è servito dall'omonima stazione, sulla ferrovia turistica Dampfbahn Furka-Bergstrecke.